# Festival VivaCité
Le festival VivaCité est un festival de spectacle vivant français organisé le week-end suivant le 14 juillet à La Réole (Gironde).

## Historique
Créé en 1993, la manifestation VivaCité met la ville en fête, et met en scène en particulier la compagnie amateur de théâtre I Coragi.
À partir de 1998, la manifestation est portée par l'association VivaCité.

## Édition 2010
L'édition 2010 s'est déroulée du 16 au 17 juillet.
Vendredi 16 juillet
- 19h30 > Bob, transport en tout genre > Compagnie L’arbre à Vache (théâtre et magie de rue !)
- 21h45 Les mêmes… en couleur > Barber Shop Quartet (chansons théâtralisées !)
- 23h30 > Silenzio ! > Compagnie L’Aurore (comédie burlesque !)

Samedi 17 juillet
- 18h30 > Jouons du corps et de la voix ! (atelier du festival)
- 19h30 > Les Fillharmonic von Strasse > Compagnie Bougrelas (concert classique et décalé !)
- 22h > Improbable Aïda > Decay Unlimited (opéra dynamité !)
- 23h30 > La compagnie Mohein (concert sans frontière !)

## Édition 2009
Le festival a retrouvé les 17 et 18 juillet le jardin du centre St Jean Bosco, très apprécié l'an passé, avec au programme :
Vendredi 17 juillet
- 19h30 > La Fleur au Fusil > Cie Qualité Street (théâtre de rue musical)
- 21h30 > Les Routes de l’Exil > Cie Apsaras (théâtre, musique et conte)
- 23h > Le Pilier de bar > Pascal Tourain (one man show décalé)

Samedi 18 juillet
- 18h30 > Se Cayo > Cie Les Yeux Fermés (duo de jonglerie de rue, pour les petits et les grands)
- 19h30 > atelier VivaCité (théâtre)
- 21h30 > Les Étriqués > Cie l’Aurore (théâtre visuel dans une remorque de marché)
- 22h30 > Faburden (bal trad’)

## Édition 2008
Elle s'est déroulée les 17 et 18 juillet 2008 sous le titre "VivaCité fait son cabaret !".
Le festival s'est déplacé dans le jardin du centre St Jean Bosco au cœur de La Réole.
Au programme :
Vendredi 18 :
- 19h : L'Etroit Trio (cie Mutine, scène d'été) (1h)
- 21h30 : La nuit de Walogne (cie I Coragi)
- 23h30 : L'homme tatoué, Pascal Tourain (1h)

Samedi 19 :
- 17h30 : Amarante 1275 (cie Mutine) (50 min)
- 19h : Trio d'en Bayou et Atelier VivaCité
- 21h30 : Le Cabaret Decay (Decay Unlimited Cabaret) (1h)
- 22h45 : Le Trio d'en Bayou (La Sortie des Artistes, scène d'été) (1h30)

Cette année, le festival accentue sa démarche "éco-citoyenne" : buvette bio, papier recyclé, travail avec les acteurs sociaux...
Dans le même temps, le festival crée un partenariat avec les entreprises locales : mécénat culturel et places offertes.

## Édition 2007
Cette édition est sur le thème de "la Garonne, le fleuve, l'eau", car le festival s'inscrit dans la Triennale Culturelle de la ville de La Réole, qui porte ce thème en 2007.
Le festival se déroule sur 3 jours sur les quais, au bord de la Garonne.
Jeudi 12 juillet :
- exposition "Peinture à l'eau"
- Le Cabaret Liquide (atelier théâtre VivaCité)
- Béa (concert)
- Les Malpolis (concert)

Vendredi 13 juillet :
- Les Triplettes de la Lune (concert)
- H2O (Théâtre du Cercle Brisé)
- Mare Nostrum Mater Nosta (Compagnie de danse Christine Grimaldi)

Samedi 14 juillet :
- Émission Bleu Café (France Bleu) en direct du festival !
- La Nuit des Rois (théâtre, compagnie l'Aurore)
- feu d'artifice théâtralisé (compagnie cramoisie)
- bal avec DJ

## 2004
Vendredi :
- St Abbon

Samedi :
- Ruzante

Dimanche :